# Lubickoje (rejon miedwieński)
Lubickoje (ros. Любицкое) – wieś (ros. село, trb. sieło) w zachodniej Rosji, w sielsowiecie kitajewskim rejonu miedwieńskiego w obwodzie kurskim.

## Geografia
Miejscowość położona jest nad rzeką Połnaja (lewy dopływ Sejmu), 6 km od centrum administracyjnego sielsowietu (2-ja Kitajewka), 22 km na północny wschód od centrum administracyjnego rejonu (Miedwienka), 25 km na południowy wschód od Kurska, 21 km od drogi magistralnej (federalnego znaczenia) M2 «Krym».
We wsi znajdują się 123 posesje.
Klimat
Miejscowość, jak i cały rejon, znajduje się w strefie klimatu kontynentalnego z łagodnym ciepłym latem i równomiernie rozłożonymi opadami rocznymi (Dfb w klasyfikacji klimatów Köppena).
|                            | Sty  | Lut  | Mar | Kwi | Maj  | Cze  | Lip  | Sie  | Wrz  | Paź  | Lis  | Gru  |
| -------------------------- | ---- | ---- | --- | --- | ---- | ---- | ---- | ---- | ---- | ---- | ---- | ---- |
| Najwyższe temperatury (°C) | -4,1 | -3,1 | 2,8 | 13  | 19,4 | 22,7 | 25,4 | 24,7 | 18,2 | 10,6 | 3,3  | -1,2 |
| Najniższe temperatury (°C) | -8,8 | -8,9 | -5  | 2,6 | 9    | 12,9 | 15,8 | 14,8 | 9,6  | 3,9  | -1,2 | -5,4 |
| Opady (mm)                 | 50   | 43   | 46  | 48  | 60   | 68   | 71   | 52   | 57   | 57   | 45   | 49   |
| Ilość dni z opadami        | 8    | 8    | 8   | 7   | 8    | 8    | 9    | 6    | 7    | 7    | 7    | 9    |

## Demografia
W 2010 r. wieś zamieszkiwały 324 osoby.